# Премія Канеллакіса
Премія Паріса Канеллакіса за теоретичні та практичні досягнення (англ. Paris Kanellakis Theory and Practice Award) — щорічна наукова премія Асоціації обчислювальної техніки (АСМ), що вручається за особливі теоретичні досягнення, які мали значний і помітний вплив на практичний розвиток інформаційних технологій
.

## Історія
Заснована у 1996 році в пам'ять про Паріса Канеллакіса — грецько-американського вченого в галузі інформатики, який загинув разом зі своєю родиною в авіакатастрофі в американському штаті Колумбія в 1995 році (рейс 965 American Airlines).

## Нагорода
Лауреатам вручається грошова премія у розмірі $10 тис., яка щорічно забезпечується внесками батьків Паріса Канеллакіса, а також додатковою фінансовою підтримкою декількох тематичних груп Асоціації обчислювальної техніки SIGACT, SIGDA, SIGMOD, SIGPLAN, Фондом проєктів ACM SIG, а також індивідуальними спонсорськими програмами.

## Нагороджені
| Рік  | Лауреат | Обґрунтування нагороди |
| ---- | --- | --- |
| 1996 | Леонард Макс Адлеман, Вітфілд Діффі, Мартін Геллман, Ральф Чарльз Меркле, Рональд Лінн Рівест та Аді Шамір                                                                                             | «За задум і першу ефективну реалізацію криптосистем з відкритим ключем». |
| 1997 | Авраам Лемпель та Яков Зів | «За піонерську роботу зі стиснення даних». |
| 1998 | Рендел Брайнт, Едмунд Кларк, Ернест Аллен Емерсон та Кеннет Л. Макміллан | "за «винахід „символьної перевірки моделі“, методу автоматичної формальної верифікації систем, що широко використовується у виробництві комп'ютерів». |
| 1999 | Деніел Слітор та Роберт Андре Тар'ян | «за винахід структури даних Розширюване дерево». |
| 2000 | Нарендра Кармаркар | «За розробку методу внутрішньої точки для лінійного програмування, який працює за поліноміальний час». |
| 2001 | Юджін Маєрс | «за внесок у секвенування геному людини, повного складу ДНК людської клітини та кодування всіх її генів, основних будівельних блоків життя». |
| 2002 | Петр Франашек | «за фундаментальний і результативний внесок у теорію та практику застосування обмеженого канального кодування». |
| 2003 | Ґері Міллер, Міхаель Ошер Рабін, Роберт Соловей та Фолькер Штрассен | за «внесок у практичну реалізацію криптографії та демонстрацію можливостей алгоритмів перевірки простоти», завдяки роботі, яка «привела до двох ймовірнісних тестів простоти, відомих як тест Соловея-Штрассена та тест Міллера-Рабіна». |
| 2004 | Йоав Фройнд та Роберт Шапіро | за «основоположну роботу та видатний внесок […] у розвиток теорії та практики бустингу, загального та доведено ефективного методу створення довільно точних правил прогнозування шляхом поєднання слабких правил навчання»; зокрема, для AdaBoost, їхнього алгоритму машинного навчання, який «можна використовувати для значного зменшення помилок алгоритмів, що використовуються в аналізі даних, фільтруванні електронної пошти, оптичному розпізнаванні символів, сегментуванні ринку та в інших додатках». |
| 2005 | Джерард Гольцманн, Роберт Куршан, Моше Варді та П'єр Вольпе | «За внесок в інструментарій, який забезпечує потужні формальні засоби формальної верифікації апаратних і програмних систем». |
| 2006 | Роберт Брайтон | «за інноваційний внесок у синтез логіки і симуляцію електронних компонентів, які зробили можливим технології швидкого проєктування схемотехніки для програм проєктування електронних систем». |
| 2007 | Бруно Бухбергер | За «роль у розвитку теорії базису Ґрьобнера, яка відіграє ключову роль у системі комп'ютерної алгебри та широко використовується в науці, інженерії та інформатиці». |
| 2008 | Корінна Кортес та Володимир Вапник | "за революційну розробку високоефективного алгоритму розпізнавання за допомогою методу опорних векторів (SVM), набору відповідних однотипних методів керованого навчання для завдання класифікації та регресії даних, який є «одним із найбільш часто використовуваних методів машинного навчання і широко застосовується для медичної діагностики, прогнозу погоди та системи виявлення вторгнень тощо». |
| 2009 | Міхір Белларе та Філліп Рогауей | «за розробку систем доведеної безпеки, орієнтованої на практику, яка призвела до високоякісної та економічно ефективної криптографії — ключового компонента Інтернет-безпеки в епоху бурхливого зростання онлайн-транзакцій». |
| 2010 | Курт Мельгорн | «за фундаментальний внесок у розробку алгоритмів, що склали основу створення Бібліотеки ефективних типів даних і алгоритмів (LEDA) (англ. Library of Efficient Data types and Algorithms)». |
| 2011 | Ханан Самет | «за новаторські дослідження задач сортування дерева квадрантів та інших багатовимірних просторових структур просторових даних для сортування просторової інформації, а також за його книги, які вплинули на застосування цих структур». |
| 2012 | Андрей Бродер, Мозес Чарикар та Пйотр Індик | «за новаторську роботу з локально-чутливого хешування, яка мала великий вплив у багатьох галузях інформатики, включаючи комп'ютерний зір, бази даних, інформаційний пошук, машинне навчання та обробку сигналів». |
| 2013 | Роберт Блюмоф та Чарльз Ерік Лейзерсон | «за внесок у паралельні та розподілені обчислення, включаючи алгоритм планування завдань та Cilk». |
| 2014 | Джеймс Деммел | «за внески в алгоритми та програмне забезпечення для чисельної лінійної алгебри, в тому числі LAPACK, що використовується в наукових обчисленнях та аналізі великомасштабних даних». |
| 2015 | Майкл Лабі | за «новаторський внесок у надлишкові коди, які необхідні для покращення якості передачі відео через Інтернет». |
| 2016 | Амос Фіат та Моні Наор | «За новаторський внесок для відстеження широкомовного шифрування та піратства, закладення основ сучасного захисту авторських прав Blu-ray дисків та інших засобів масової інформації». |
| 2017 | Скотт Шенкер | За «новаторський внесок у справедливе формування черги з комутацією пакетів, що мало великий вплив на сучасну практику комп'ютерних комунікацій». |
| 2018 | Певзнер Павло Аркадійович | За «новаторський внесок у теорію, проектування та реалізацію алгоритмів реконструкції послідовностей та їх застосування в складанні геному». |
| 2019 | Нога Алон, Пилип Гібонс, Йоші Матіас, Маріо Жегеді | За «проведену роботу з основ потокових алгоритмів та їх застосування до аналізу великомасштабних даних». |
| 2020 | Йосі Азар, Андрей Бродер, Анна Карлін, Міхаель Міценмахер та Елі Апфал | За «відкриття та аналіз збалансованого розподілу, відомого як сила двох варіантів та їх широке застосування на практиці». |
| 2021 | Аврім Блюм, Іріт Дінур, Синтія Дворк, Френк МакШеррі, Коббі Нісім та Адам Д. Сміт | За «фундаментальний внесок у розвиток диференційованої конфіденційності.» |
|      | Ця стаття є сирим перекладом з іншої мови. Можливо, вона створена за допомогою машинного перекладу або перекладачем, який недостатньо володіє обома мовами. Будь ласка, допоможіть поліпшити переклад. | |